# Scottish League Two 2015/16
Die Scottish League Two wurde 2015/16 zum dritten Mal als vierthöchste Fußball-Spielklasse der Herren in Schottland ausgetragen. Die Liga wird offiziell als Ladbrokes Scottish League Two ausgetragen. Die Liga ist nach der Premiership, Championship und League One eine der vier Ligen in der 2013 gegründeten Scottish Professional Football League. Gefolgt wird die League Two von den lokalen Ligen, der Highland und Lowland Football League. Die Saison wurde von der Scottish Professional Football League geleitet und begann am 8. August 2015. Die Spielzeit endete mit dem 36. Spieltag am 30. April Mai 2016.
In der Saison 2015/16 traten zehn Klubs in insgesamt 36 Spieltagen gegeneinander an. Jedes Team spielt jeweils zweimal zu Hause und auswärts gegen jedes andere Team. Als Absteiger aus der letztjährigen League One kam Stirling Albion in die League Two. Am Saisonende kam es zu Relegationsspielen zwischen dem letztplatzierten der League Two und den beiden Siegern aus der Highland- und Lowland Football League.
Am 34. Spieltag sicherte sich der FC East Fife durch ein Torloses Unentschieden gegen den FC Clyde die Meisterschaft und den Aufstieg in die dritte Liga. Elgin City, der FC Clyde, sowie der FC Queen’s Park erreichten die Aufstiegsrelegation. Queen’s Park sicherte sich dabei den Aufstieg in die League One. Der FC East Stirlingshire trat in der Abstiegsrelegation an. In dieser verlor East Stirlingshire gegen Edinburgh City, sodass der Verein nach 61 Jahren aus der Scottish Football League abstieg. Torschützenkönig wurde mit 22 Treffern Nathan Austin von FC East Fife.

## Vereine

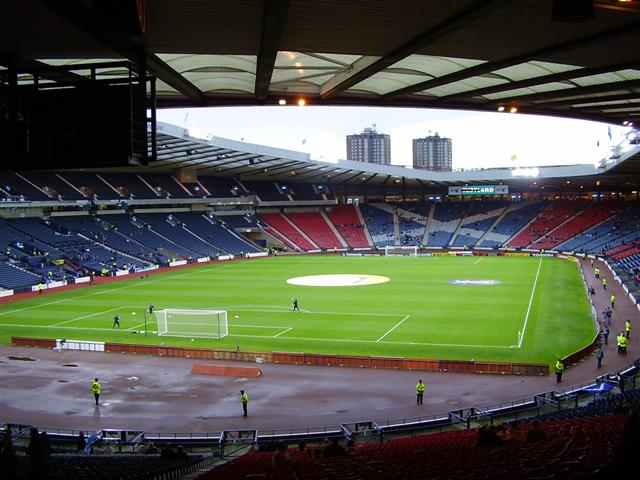
Hampden Park

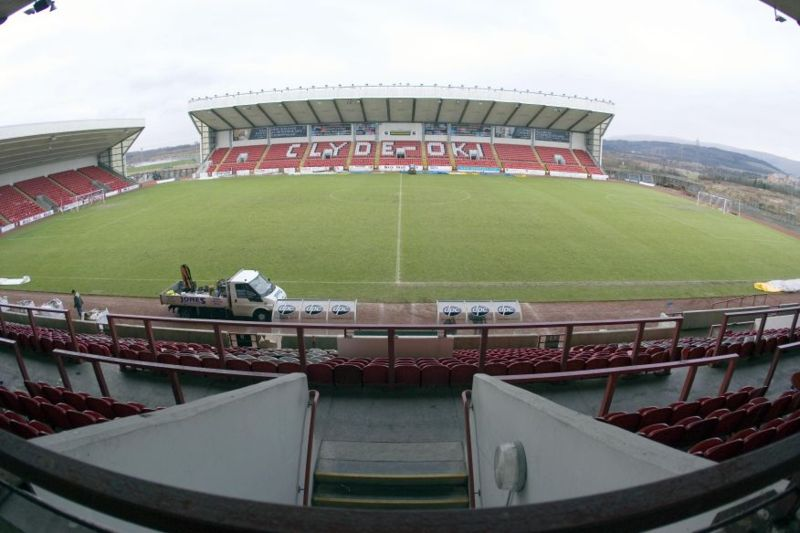
Broadwood Stadium

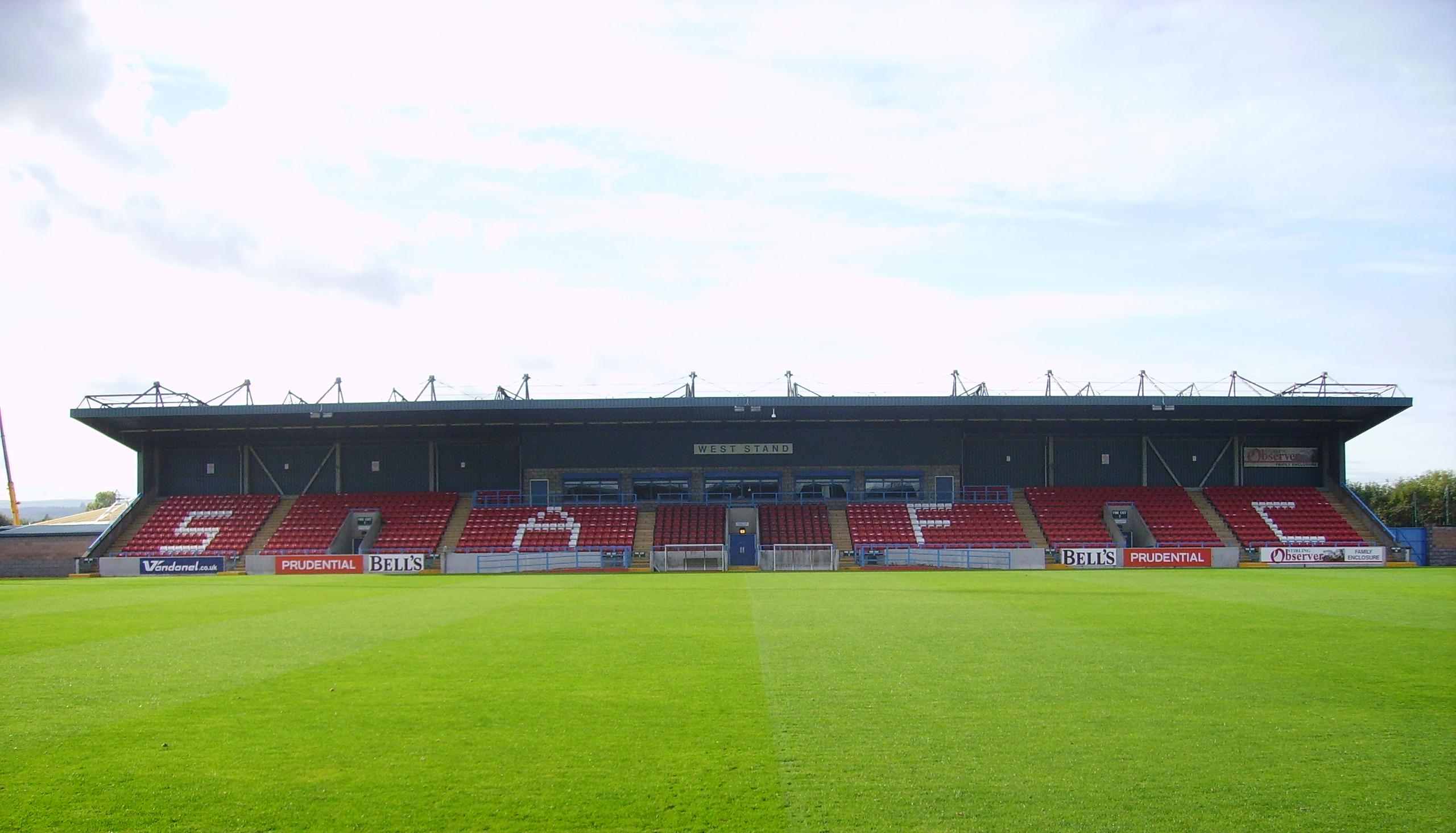
Forthbank Stadium

| Verein                | Stadt              | Stadion           | Kapazität |
| --------------------- | ------------------ | ----------------- | --------- |
| Annan Athletic        | Annan              | Galabank          | 02.514    |
| Berwick Rangers       | Berwick-upon-Tweed | Shielfield Park   | 04.131    |
| Elgin City            | Elgin              | Borough Briggs    | 04.520    |
| FC Arbroath           | FC Arbroath        | Gayfield Park     | 06.600    |
| FC Clyde              | Cumbernauld        | Broadwood Stadium | 08.029    |
| FC East Fife          | Methil             | Bayview Stadium   | 01.980    |
| FC East Stirlingshire | Falkirk            | Ochilview Park    | 03.746    |
| FC Montrose           | Montrose           | Links Park        | 03.292    |
| FC Queen’s Park       | Glasgow            | Hampden Park      | 52.500    |
| Stirling Albion       | Stirling           | Forthbank Stadium | 03.808    |

## Statistiken

### Abschlusstabelle
| Pl. | Verein                | Sp. | S  | U  | N  | Tore    | Diff. | Punkte |
| --- | --------------------- | --- | -- | -- | -- | ------- | ----- | ------ |
| 1.  | FC East Fife          | 36  | 18 | 8  | 10 | 062:410 | +21   | 62     |
| 2.  | Elgin City            | 36  | 17 | 8  | 11 | 059:460 | +13   | 59     |
| 3.  | FC Clyde              | 36  | 17 | 6  | 13 | 056:450 | +11   | 57     |
| 4.  | FC Queen’s Park       | 36  | 15 | 11 | 10 | 046:320 | +14   | 56     |
| 5.  | Annan Athletic        | 36  | 16 | 8  | 12 | 069:570 | +12   | 56     |
| 6.  | Berwick Rangers       | 36  | 14 | 7  | 15 | 045:500 | −5    | 49     |
| 7.  | Stirling Albion (A)   | 36  | 13 | 9  | 14 | 047:460 | +1    | 48     |
| 8.  | FC Montrose           | 36  | 11 | 10 | 15 | 050:700 | −20   | 43     |
| 9.  | FC Arbroath           | 36  | 11 | 6  | 19 | 042:510 | −9    | 39     |
| 10. | FC East Stirlingshire | 36  | 9  | 5  | 22 | 041:790 | −38   | 32     |

Platzierungskriterien: 1. Punkte – 2. Tordifferenz – 3. geschossene Tore – 4. Direkter Vergleich (Punkte, Tordifferenz, geschossene Tore)
| Saison 2015/16 |

| Zum Saisonende 2014/15 |                                            |
| (A)                    | Absteiger aus der letztjährigen League One |

## Relegation
Teilnehmer an den Relegationsspielen waren der Zehntplatzierte der diesjährigen League Two, der FC East Stirlingshire sowie die beiden Meister aus der Highland- und Lowland Football League, Edinburgh City und die Cove Rangers. Der Sieger der ersten Runde spielte in der zweiten Runde gegen den League-Two-Verein um einen Platz für die folgende Scottish-League-Two-Saison 2016/17.
Erste Runde
Die Spiele wurden am 23. und 30. April 2016 ausgetragen.
|              | Gesamt |                | Hinspiel | Rückspiel |
| ------------ | ------ | -------------- | -------- | --------- |
| Cove Rangers | 1:4    | Edinburgh City | 0:3      | 1:1       |

Zweite Runde
Die Spiele wurden am 7. und 14. Mai 2016 ausgetragen.
|                | Gesamt |                       | Hinspiel | Rückspiel |
| -------------- | ------ | --------------------- | -------- | --------- |
| Edinburgh City | 2:1    | FC East Stirlingshire | 1:1      | 1:0       |